# 巴辛奴動力55足球會
巴辛奴動力55足球會（義大利語：Bassano Virtus 55 S.T.），一般稱為巴辛奴，意大利職業足球會，成立於1920年，位於巴薩諾。球會現時由時裝大王Renzo Rosso持有。

## 外部連結
- Official Website Lega Pro
- Datasport: results, rankings and news about the Lega Pro